# Г'юзвілл (Пенсільванія)
Г'юзвілл (англ. Hughesville) — місто (англ. borough) в США, в окрузі Лайкомінг штату Пенсільванія. Населення — 2154 особи (2020).

## Географія
Г'юзвілл розташований за координатами 41°14′21″ пн. ш. 76°43′31″ зх. д. / 41.23917° пн. ш. 76.72528° зх. д. (41.239049, -76.725375).  За даними Бюро перепису населення США в 2010 році місто мало площу 1,67 км², уся площа — суходіл.

## Демографія
Згідно з переписом 2010 року, у селищі мешкало 2128 осіб у 962 домогосподарствах у складі 566 родин. Густота населення становила 1274 особи/км².  Було 1008 помешкань (604/км²).
Расовий склад населення:
| - 97,6 % — білих - 0,5 % — чорних або афроамериканців - 0,4 % — азіатів - 0,2 % — корінних американців |

До двох чи більше рас належало 1,3 %. Частка іспаномовних становила 0,9 % від усіх жителів.
За віковим діапазоном населення розподілялося таким чином: 22,5 % — особи молодші 18 років, 58,5 % — особи у віці 18—64 років, 19,0 % — особи у віці 65 років та старші. Медіана віку мешканця становила 41,8 року. На 100 осіб жіночої статі у селищі припадало 87,3 чоловіків;  на 100 жінок у віці від 18 років та старших — 84,7 чоловіків також старших 18 років.
Середній дохід на одне домашнє господарство  становив 53 346 доларів США (медіана — 47 635), а середній дохід на одну сім'ю — 65 025 доларів (медіана — 59 211). Медіана доходів становила 39 750 доларів для чоловіків та 38 536 доларів для жінок. За межею бідності перебувало 7,0 % осіб, у тому числі 8,8 % дітей у віці до 18 років та 2,8 % осіб у віці 65 років та старших.
Цивільне працевлаштоване населення становило 976 осіб. Основні галузі зайнятості: освіта, охорона здоров'я та соціальна допомога — 26,4 %, виробництво — 13,4 %, роздрібна торгівля — 11,0 %, будівництво — 10,3 %.